# (9688) Goudsmit
(9688) Goudsmit (4665 P-L) – planetoida z pasa głównego asteroid okrążająca Słońce w ciągu 3,8 lat w średniej odległości 2,43 j.a. Odkryta 24 września 1960 roku.